# Diogenes
Diogenes (født ca. 412 f.Kr., død 323 f.Kr.) er den mest kendte af antikkens kyniske vismænd. Han hævdes at have været elev af Antisthenes, og opretholdt dennes asketiske livsførelse og etiske blik, men tilførte den kyniske retning en livlighed og sans for humor uden sidestykke i filosofiens historie.

## Baggrund
Han voksede op i Sinope som søn af den velstående Tresius, der slog den lokale mønt; men måtte enten flygte eller blev forvist fra byen pga. et problem med forringelse af møntenheden. Kundskab om datidens mønter bekræfter, at der den gang skete en forringelse, men ikke hvordan. Ifølge Diogenes Laertius hævdede Diocles, at Diogenes forlod Sinope, fordi hans far havde fået statens penge betroet, og forringede mønten. Eubulides påstod derimod, at Diogenes indrømmede at være den skyldige, og flygtede sammen med sin far. Mens nogle kilder tillægger Diogenes et politisk motiv for møntforringelsen, har andre ment, at handlingen skyldtes religiøs overbevisning og var ham pålagt af oraklet i Delfi. I hvert fald endte Diogenes i Athen.

## Filosof i Athen og Korinth
Ved ankomsten til Athen flyttede Diogenes straks ind i en pithos (= vintønde) i et metroon (= tempel for en modergudinde). Efter at have iagttaget en mus stod det ham angiveligt klart, at han ikke havde behov for noget almindeligt læ. Denne tilpasningsdygtighed var første trin i Diogenes' legendariske askēsis (= træning). Den kom godt med, da han senere skal være blevet taget til fange af pirater og slæbt som slave til Korinth, hvor han blev solgt til en Xeniades. På spørgsmål om, hvad han ellers kunne, skal han have svaret: "At lede mænd," og blev dermed sat til at undervise Xeniades' sønner, som dermed overtog hans asketiske livsførelse. Ifølge Epiktet var Diogenes allerede sat fri ved hjælp af Antisthenes' undervisning, og kunne dermed ikke være nogens slave. I én version fortælles, at Xeniades straks satte ham fri; i en anden, at han blev sat fri langt senere, og i en tredje, at han døde som en gammel mand i Xeniades' hjem i Korinth. Måske var Diogenes aldrig slave i Korinth, men de ulige beretninger går alle ud på det samme: At Diogenes som slave var mere fri end sin herre.
Plutarch fortæller, at da Alexander den Store fik kommandoen over et felttog mod Persien, mødte folk op for at gratulere ham; men han så ikke noget til Diogenes. Alexander opsøgte ham derfor og spurgte, om han havde nogen ønsker. Diogenes svarede: "Ja, flyt dig lige lidt. Du spærrer for solen." Alexander blev slået af Diogenes' manglende respekt, og sagde bagefter til sine mænd: "Hvis jeg ikke var Alexander, ville jeg være Diogenes."
Det meste af vort kendskab til Diogenes' liv stammer fra anekdoter af denne type, såsom at han skulle have ødelagt sin eneste ejendel, en suppeskål af træ, efter at have set en dreng drikke af sine hænder. Diogenes skal være gået omkring i Athens gader i fuldt dagslys med en tændt lygte, mens han påstod at lede højt og lavt efter bare en eneste ærlig mand. Han roste hunde til skyerne, fordi de spiser hvad som helst, sover hvor som helst, og forretter naturlige kropsfunktioner for alles øjne. En gang gjorde han nar af Platons karakteristik af mennesket som en fjerløs tobenet skabning, ved at tage en plukket høne med ind i foredragssalen. Han skal også have opfundet ordet "kosmopolit" – verdensborger – da han blev spurgt om sin nationalitet.
Diogenes skal have sagt om sig selv, at han var en hund: "Jeg nusser de venlige, bjæffer efter de grådige, og bider skurkene!" Platon sagde om ham, at han var "en Sokrates, der er blevet forrykt!" Platon kendte dem begge.
Han afviste alle konventioner og "normale" tanker om almindelig opførsel ved at spise sin mad på gaden, masturbere på torvet, tisse på folk, der fornærmede ham, og pege på folk med langemand. Angiveligt døde han i Korinth, ifølge nogle kilder ved at holde vejret, eller være blevet syg af et måltid rå blæksprutte, eller bidt af en hund, så der gik betændelse i såret. Han bad om at blive smidt udenfor bymuren efter sin død, så de vilde dyr kunne have et festmåltid på ham. Korintherne skal have rejst en marmorsøjle med en hvilende hund på til minde om ham.
Diogenes fik en revival i renæssancen og i nyere tid med blandt andre Peter Sloterdijks Kritik af den kyniske fornuft (1983). Heri ansætter Sloterdijk i en gavmild fortolkning Diogenes til at være alletiders første økofilosof.

## Trivia

### Reklamefilm
I 1923 lancerede en norsk reklamefilm Rex margarine som det, Diogenes søgte og fandt.

### FraDiogenes(1882)
På torvet stod Diogenes.
Dér var han rigtig i sit es,
når folket, som kom strømmende,
han efterså i sømmene.
De myldred til fra hver en kant,
men ingen hos ham nåde fandt.
Selv dem, man gjorde væsen af,
han rynkede på næsen af.
Han sagde: Det er masker kun,
i grunden tomme flasker kun.
Hvad bryder jeg om stænder mig?
De keder mig, dem kender jeg.
Mon virkelig han talte sandt,
den vise med sin lygte?
Mon ikke netop det han fandt,
som egentlig han søgte?
Og de kan uden lygte ses,
hvorhen man øjet vender;
helst udenfor sin egen kreds
man magelig dem kender.
I blinde går ej heller jeg,
jeg lytter, når jeg tier.
Jeg lider uniformer ej 
og hader liberier.
På adelskab og gejstlighed
at tro jeg aldrig lærte.
Mig sminket mildhed er så led
som alvor, der er sværte.
Men løj end skallen lidt iblandt,
der var måske dog kærne,
og mennesker vi altid fandt,
når blot vi fandt dem gerne. (Jens Christian Hostrup)